# VII/6.º Comando de Base Aérea
El 6.º Comando de Base Aérea (Flug-Hafen-Bereichs-Kommando 6./VII) fue una unidad de la Luftwaffe durante la Segunda Guerra Mundial.

## Historia
Fue formado el 1 de julio de 1939 en Böblingen como Comando de Base Aérea Böblingen. El 30 de marzo de 1941 es renombrado Comando de Base Aérea 6/VII. El 8 de abril de 1942 absorbió el territorio y las unidades del Comando de Base Aérea Strassburg.

## Comandantes
- Mayor Ernst Brückner – (1 de julio de 1939 – ?)
- Mayor Herbert Kettner – (15 de agosto de 1942 – 4 de diciembre de 1942)
- Teniente coronel Jens-Peter Petersen – (4 de diciembre de 1942 – 15 de mayo de 1944)
- Mayor Curt Estler – (15 de mayo de 1944 – 2 de septiembre de 1944)
- Mayor Ernst-August Roth – (2 de septiembre de 1944 – 6 de octubre de 1944)
- Teniente coronel Hermann Fricke – (6 de octubre de 1944 – 26 de noviembre de 1944)
- Mayor general Anton-Carl Longin – (26 de noviembre de 1944 – 8 de mayo de 1945)

## Servicios
- julio de 1939 – septiembre de 1944: en Böblingen bajo el VII Comando Administrativo Aéreo.
- septiembre de 1944 – abril de 1945: en Böblingen bajo el V Comando Administrativo Aéreo.

## Orden de Batalla

### Unidades
- Comando de Aeródromo Echterdingen
- Comando de Aeródromo Eutingen
- Comando de Aeródromo Grosselfingen
- Comando de Aeródromo Malmsheim
- Comando de Aeródromo Böblingen
- 2.º Comando de Defensa de Aeródromo A en Friburgo de Brisgovia (? – abril de 1944)
- 3.º Comando de Defensa de Aeródromo A en Echterdingen (? – abril de 1944)
- 4.º Comando de Defensa de Aeródromo A en Hagenau (? – abril de 1944)
- 8.º Comando de Defensa de Aeródromo A en Böblingen (? – abril de 1944)
- 2.º Comando de Defensa de Aeródromo A en Crailsheim (? – abril de 1944)
- 11.º Comando de Defensa de Aeródromo A en Göppingen (? – abril de 1944)
- 25.º Comando de Defensa de Aeródromo A en Mannheim-Sandhofen (? – abril de 1944)
- 28.º Comando de Defensa de Aeródromo A en Schwäbisch Hall (? – abril de 1944)
- 29.º Comando de Defensa de Aeródromo A en Nellingen (? – abril de 1944)
- 6.º Comando de Aeródromo A (o) en Crailsheim (abril de 1944 – septiembre de 1944 & febrero de 1945 – mayo de 1945)
- 7.º Comando de Aeródromo A (o) en Laupheim (abril de 1944 – mayo de 1945)
- 8.º Comando de Aeródromo A (o) en Echterdingen (abril de 1944 – mayo de 1945)
- 9.º Comando de Aeródromo A (o) en Göppingen (abril de 1944 – septiembre de 1944 y febrero de 1945 – mayo de 1945)
- 10.º Comando de Aeródromo A (o) en Strassburg y Böblingen (abril de 1944 – mayo de 1945)
- 11.º Comando de Aeródromo A (o) en Schwäbisch Hall (abril de 1944 – septiembre de 1944 y febrero de 1945 – mayo de 1945)
- 234.º Comando de Aeródromo E (v) en Hailfingen (septiembre de 1944 – enero de 1945)
- 211.º Comando de Aeródromo E (v) en Donaueschingen (septiembre de 1944 – abril de 1945)
- 219.º Comando de Aeródromo E (v) en Böblingen (septiembre de 1944 – noviembre de 1944)
- 243.º Comando de Aeródromo E (v) en Mengen (septiembre de 1944 – mayo de 1945)